# Вальтерсдорф (Тюрингія)
Вальтерсдорф (нім. Waltersdorf) — громада в Німеччині, розташована в землі Тюрингія. Входить до складу району Заале-Гольцланд. Складова частина об'єднання громад Гюгелланд/Телер.
Площа — 4,61 км2. Населення становить 145 ос. (станом на 31 грудня 2021).

## Галерея

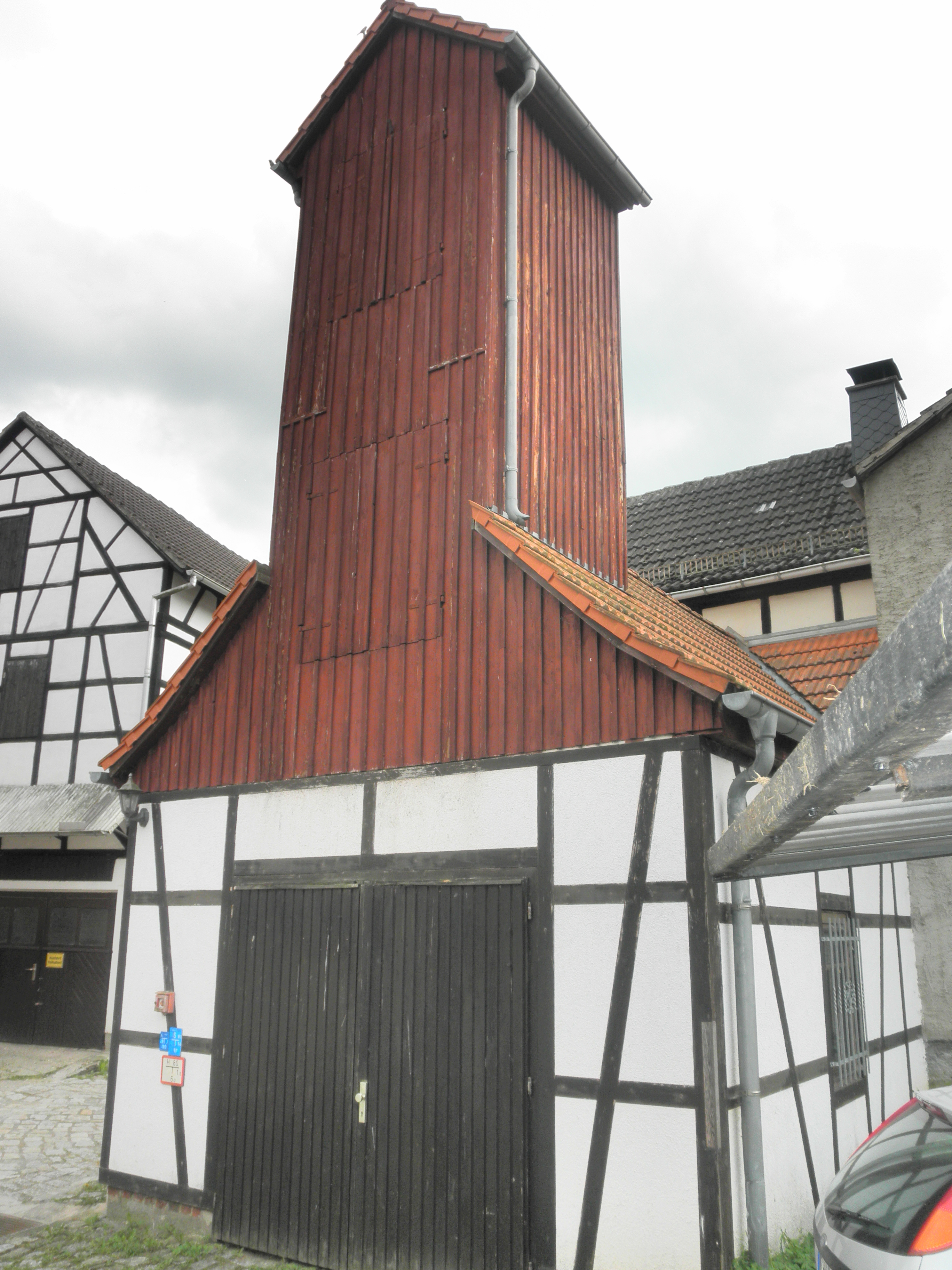